# 田伟 (企业家)
田伟（1967年7月—），山东青州人，中华人民共和国商人，曾任全国青联常委、北京市青联副主席、吉林省青联副主席、合展集团董事局主席、广东珠江投资有限公司副董事长。

## 生平
中学毕业后曾务工。1985年，年仅18岁的田伟成为山东省益都县（1986年撤县改为青州市）液化气公司总经理。1988年，田伟出任青州市政府驻齐鲁石化办事处副主任。1991年任奥丽斯塑胶（青州）有限公司经理，1993年任中海公司副总经理、山东公司经理，1995年任中澳华泰集团总裁。1997年2月，田伟成立北京泰澳贸易有限责任公司，后该公司被注销。1998年2月，成立九洲泰和实业发展有限公司。2004年3月，田伟又将九洲泰和注销，成立合展（集团）有限公司。2004年，入读长江商学院EMBA。
2008年，当选第十一届全国政协委员，代表中华全国青年联合会，分入第十六组。2017年2月，被撤销全国政协委员职务。